# Diana Abgar
Diana Apcar (em armênio/arménio:  Դիանա Աբգար, 12 de outubro de 1859 – 8 de julho de 1937) foi uma escritora arménia, nomeada cônsul honorária no Japão durante o período da breve Primeira República da Arménia (1918-1920). Ela é a primeira mulher arménia diplomata e uma das primeiras mulheres a ter sido nomeada para um qualquer posto diplomático no século XX.

## Biografia
Diana Agabeg, cujo nome de baptismo era Gayane, nasceu em Rangoon, Birmânia Britânica (hoje Yangon, Myanmar), no dia 12 de outubro de 1859. O seu pai era um índio-arménio que migrou para o sudeste asiático, a partir de New Julfa, Pérsia. A mãe de Diana Apcar, Avet, vinha da família Tateos Avetum, no distrito de Shiraz, no Irão. Diana era a mais nova dos sete filhos da família. Apcar foi criada em Calcutá, e recebeu a sua educação numa escola-convento. Diana Apcar tornou-se fluente em inglês, arménio, e hindustani. Ela casou-se com Michael Apcar, um descendente da casa de Apcar de New Julfa, a mesma áreade onde era originária a família materna. A família Apcar se tornou um sucesso, através de carreiras como artesãos e comerciantes em todo o sudeste da Ásia. Eles tornaram-se especialmente bem sucedidos no negócio de importação e exportação de pérolas goma laca incolor. Em 1891, Diana e o seu marido se mudaram para o Japão para encontrar e expandir os negócios da família. Eles tiveram 5 filhos, dos quais apenas 3 sobreviveram. Com a idade de sessenta e sete, Apcar estava enfrentando inúmeros problemas físicos, tais como falta de visão, perda de audição e artrite. Esses problemas de saúde levaram à sua morte, na manhã de 8 de julho de 1937, em Yokohama. Foi enterrada no cemitério para os estrangeiros ao lado do seu marido, cujas campas estão sendo cuidadas pela Sociedade de Amizade Arménio-Japonesa, sediada em Tóquio.

## Carreira diplomática
Quando a República da Arménia adquiriu a independência, em 28 de Maio de 1918, a Arménia não foi reconhecida por qualquer estado internacional. Ainda em 1920, através dos esforços de Apcar, o Japão tornou-se uma das primeiras nações a reconhecer a independência da nova república. Por respeito aos seus esforços, Hamo Ohanjanyan, que era então o Ministro dos Negócios Estrangeiros da República, nomeou Diana Apcar como Cônsul Honorária para o Japão. Isso fez com que Diana Apcar se tornasse na primeira mulher arménia diplomata e uma das primeiras mulheres a ter sido nomeada para um qualquer posto diplomático no século XX. No entanto, após a queda da Primeira República da Armênia no mesmo ano de 1920, o seu posto foi encerrado abruptamente.